# WTA 125k 2015
Il WTA 125k 2015 è il secondo livello professionistico di tennis femminile, dopo il WTA Tour 2015. Per il 2015 è costituito da sei tornei con un premio per la vittoria di 125 000 $.

## Calendario
| Settimana   | Torneo | Campionesse                                       | Finaliste                              | Semifinaliste                          | Eliminate ai quarti                                                 |
| ----------- | --- | ------------------------------------------------- | -------------------------------------- | -------------------------------------- | ------------------------------------------------------------------- |
| 27 luglio   | Jiangxi International Women's Tennis Open 2015 Nanchang, Cina WTA 125k 125 000 $ - Cemento - 32S/16Q/16D Singolare - Doppio | Jelena Janković 6-3, 7–6(6)                       | Chang Kai-chen                         | Han Xinyun Lu Jiajing                  | Duan Yingying Liu Fangzhou Wang Yafan Han Na-lae                    |
| 27 luglio   | Jiangxi International Women's Tennis Open 2015 Nanchang, Cina WTA 125k 125 000 $ - Cemento - 32S/16Q/16D Singolare - Doppio | Chang Kai-chen Zheng Saisai 6-3, 4-6, [10-3]      | Chan Chin-wei Wang Yafan               | Han Xinyun Lu Jiajing                  | Duan Yingying Liu Fangzhou Wang Yafan Han Na-lae                    |
| 7 settembre | Dalian Women's Tennis Open 2015 Dalian, Cina WTA 125k 125 000 $ - Cemento - 32S/16Q/16D Singolare - Doppio                  | Zheng Saisai 2-6, 6-1, 7-5                        | Julia Glushko                          | Wang Qiang Petra Martić                | Chang Kai-chen Liu Fangzhou Sara Sorribes Tormo Wang Yafan          |
| 7 settembre | Dalian Women's Tennis Open 2015 Dalian, Cina WTA 125k 125 000 $ - Cemento - 32S/16Q/16D Singolare - Doppio                  | Zhang Kailin Zheng Saisai 6-3, 6-4                | Chan Chin-wei Darija Jurak             | Wang Qiang Petra Martić                | Chang Kai-chen Liu Fangzhou Sara Sorribes Tormo Wang Yafan          |
| 9 novembre  | Engie Open de Limoges 2015 Limoges, Francia WTA 125k 125 000 $ - Cemento (i) - 32S/16Q/8D Singolare - Doppio                | Caroline Garcia 6-1, 6-3                          | Louisa Chirico                         | Kateřina Siniaková Francesca Schiavone | Anna-Lena Friedsam Donna Vekić Kateryna Kozlova Margarita Gasparjan |
| 9 novembre  | Engie Open de Limoges 2015 Limoges, Francia WTA 125k 125 000 $ - Cemento (i) - 32S/16Q/8D Singolare - Doppio                | Barbora Krejčíková Mandy Minella 1-6, 7-5, [10-6] | Margarita Gasparjan Oksana Kalašnikova | Kateřina Siniaková Francesca Schiavone | Anna-Lena Friedsam Donna Vekić Kateryna Kozlova Margarita Gasparjan |
| 9 novembre  | Hua Hin Open 2015 Hua Hin, Thailandia WTA 125k 125 000 $ - Cemento - 32S/16Q/16D Singolare - Doppio                         | Jaroslava Švedova 6-4, 6(8)–7, 6-4                | Naomi Ōsaka                            | Nao Hibino Wang Qiang                  | Liu Fangzhou Luksika Kumkhum Duan Yingying Hsieh Su-wei             |
| 9 novembre  | Hua Hin Open 2015 Hua Hin, Thailandia WTA 125k 125 000 $ - Cemento - 32S/16Q/16D Singolare - Doppio                         | Liang Chen Wang Yafan 6-3, 6-4                    | Varatchaya Wongteanchai Yang Zhaoxuan  | Nao Hibino Wang Qiang                  | Liu Fangzhou Luksika Kumkhum Duan Yingying Hsieh Su-wei             |
| 16 novembre | OEC Taipei WTA Challenger 2015 Taipei, Taiwan WTA 125k 125 000 $ - Sintetico (i) - 32S/16Q/16D Singolare - Doppio           | Tímea Babos 7-5, 6-3                              | Misaki Doi                             | Evgenija Rodina Kirsten Flipkens       | Luksika Kumkhum Liu Chang Stefanie Vögele Jaroslava Švedova         |
| 16 novembre | OEC Taipei WTA Challenger 2015 Taipei, Taiwan WTA 125k 125 000 $ - Sintetico (i) - 32S/16Q/16D Singolare - Doppio           | Kanae Hisami Kotomi Takahata 6-1, 6-2             | Marina Mel'nikova Elise Mertens        | Evgenija Rodina Kirsten Flipkens       | Luksika Kumkhum Liu Chang Stefanie Vögele Jaroslava Švedova         |
| 23 novembre | Carlsbad Classic 2015 Carlsbad, Stati Uniti d'America WTA 125k 125 000 $ - Cemento - 32S/16Q/16D Singolare - Doppio         | Yanina Wickmayer 6-3, 7–6(4)                      | Nicole Gibbs                           | Maria Sakkarī Jennifer Brady           | Catherine Bellis Samantha Crawford Marina Mel'nikova Tatjana Maria  |
| 23 novembre | Carlsbad Classic 2015 Carlsbad, Stati Uniti d'America WTA 125k 125 000 $ - Cemento - 32S/16Q/16D Singolare - Doppio         | Gabriela Cé Verónica Cepede Royg 1-6, 6-4, [10-8] | Oksana Kalašnikova Tatjana Maria       | Maria Sakkarī Jennifer Brady           | Catherine Bellis Samantha Crawford Marina Mel'nikova Tatjana Maria  |